# Shorttrack-Juniorenweltmeisterschaften 2017
Die Shorttrack-Juniorenweltmeisterschaften 2017 wurden vom 27. bis 29. Januar 2017 in der Olympiahalle in Innsbruck, Österreich ausgetragen.

## Ergebnisse

### Juniorinnen
| Event              | Gold                                                      | Gold         | Silber                                                                                   | Silber       | Bronze                                                      | Bronze       |
| ------------------ | --------------------------------------------------------- | ------------ | ---------------------------------------------------------------------------------------- | ------------ | ----------------------------------------------------------- | ------------ |
| Mehrkampf          | Lee Yu-bin                                                | 104 Punkte   | Seo Whi-min                                                                              | 61 Punkte    | Sofja Proswirnowa                                           | 42 Punkte    |
| 500 m              | Lee Yu-bin                                                | 44,075 s     | Sofja Proswirnowa                                                                        | 44,118 s     | Maame Biney                                                 | 44,201 s     |
| 1000 m             | Lee Yu-bin                                                | 1:30,276 min | Seo Whi-min                                                                              | 1:30,730 min | Sofja Proswirnowa                                           | 1:30,791 min |
| 1500 m             | Seo Whi-min                                               | 2:24,563 min | Li Jinyu                                                                                 | 2:24,720 min | Petra Jászapáti                                             | 2:24,901 min |
| 1500-m-Superfinale | Lee Yu-bin                                                | 2:32,063 min | Han Soo-lim                                                                              | 2:32,211 min | Li Jinyu                                                    | 2:32,817 min |
| 3000-m-Staffel     | Volksrepublik China Gong Li Li Jinyu Song Yang Luo Linyun | 4:13,625 min | Russland Sofja Proswirnowa Julija Schischkina Jekaterina Jefremenkowa Angelina Tarassowa | 4:14,270 min | Japan Miwako Yamaura Ami Hirai Shione Kaminaga Aoi Watanabe | 4:14,347 min |

### Junioren
| Event              | Gold                                                        | Gold         | Silber                                                                | Silber       | Bronze                                                                       | Bronze       |
| ------------------ | ----------------------------------------------------------- | ------------ | --------------------------------------------------------------------- | ------------ | ---------------------------------------------------------------------------- | ------------ |
| Mehrkampf          | Shaoang Liu                                                 | 123 Punkte   | Kim Si-un                                                             | 56 Punkte    | Kazuki Yoshinaga                                                             | 39 Punkte    |
| 500 m              | Shaoang Liu                                                 | 40,483 s     | Thomas Insuk Hong                                                     | 40,601 s     | Kazuki Yoshinaga                                                             | 40,657 s     |
| 1000 m             | Shaoang Liu                                                 | 1:25,020 min | Kim Si-un                                                             | 1:25,183 min | Wang Pengyu                                                                  | 1:25,269 min |
| 1500 m             | Shaoang Liu                                                 | 2:18,542 min | Alexander Schulginow                                                  | 2:18,647 min | Kazuki Yoshinaga                                                             | 2:19,829 min |
| 1500-m-Superfinale | Kim Si-un                                                   | 2:13,199 min | Shaoang Liu                                                           | 2:13,440 min | Kazuki Yoshinaga                                                             | 2:13,592 min |
| 3000-m-Staffel     | Südkorea Kim Si-un Moon Won-jun Park Noh-won Jung Hok-young | 3:57,047 min | Volksrepublik China Jia Haidong Wang Haotian Wang Pengyu Xu Chongyang | 3:58,312 min | Vereinigte Staaten Thomas Insuk Hong Benjamin Thornock Aaron Heo Brandon Kim | 3:59,000 min |